# Earlsboro
Earlsboro ist eine US-amerikanische Town im Bundesstaat Oklahoma. Sie liegt im Verwaltungsbereich von Pottawatomie County. Das U.S. Census Bureau hat bei der Volkszählung 2020 eine Einwohnerzahl von 594 ermittelt. 
Gegründet wurde die Ortschaft 1891 unter dem Namen Earlsborough als die „Choctaw Coal and Railway“ eine Eisenbahnlinie westlich in das Oklahoma-Territorium erbaute. Benannt wurde Earlsboro nach James Earl, einem afroamerikanischen Friseur aus der Region, der während des Sezessionskrieges dem Konföderierten-General Joseph Wheeler als Ordonnanz diente. 1895 wurde mit Gründung eines Post Offices der heutige Name Earlsboro eingeführt.
Die Stadt lebte anfänglich weitgehend vom Alkoholverkauf. Earlsboro lag eine halbe Meile vom Indianer-Territorium entfernt, wo Alkohol verboten war. Mit dem Beitritt Oklahomas 1907 zu den Vereinigten Staaten und der bundesstaatlichen Prohibition kam es zu einem wirtschaftlichen Rückschritt. 1926 wurde Erdöl unter Earlsboro gefunden, was zu einem Boom führte, bei dem die Town in kurzer Zeit auf etwa 10 000 Einwohner anwuchs. Earlsboro investierte angesichts des wirtschaftlichen Aufschwungs in ein Hotel, eine Kanalisation und zahlreiche Unternehmen. Während dieses Zeitraums wurde Earlsboro durch Pretty Boy Floyd ausgeraubt. 1932 ging die Ölproduktion zurück, so weit das Earlsboro Insolvenz anmelden musste. Die Einwohnerzahl verringerte sich bis auf den Tiefstwert von 535, der 1990 erreicht wurde. Seitdem nimmt die Bevölkerung wieder zu.

## Persönlichkeiten
- Ernest McFarland, Gouverneur von Arizona und Parteiführer des Senats der Vereinigten Staaten
- Willie Stargell, Baseballspieler und Mitglied der Baseball Hall of Fame